# Anascaul
Anascaul (iriska: Abhainn an Scáil) är en ort i republiken Irland. Den ligger i grevskapet Ciarraí och provinsen Munster, i den sydvästra delen av landet på en udde. Anascaul ligger 26 meter över havet och antalet invånare är 299.
Terrängen runt Anascaul är kuperad åt nordväst, men åt sydost är den platt. Trakten runt Anascaul består i huvudsak av gräsmarker, hed och jordbruksmark.